# T. J. McConnell
Timothy John "T. J." McConnell Jr. (Pittsburgh, 25 de março de 1992) é um jogador norte-americano de basquete profissional que atualmente joga pelo Indiana Pacers da National Basketball Association (NBA).
Ele jogou basquete universitário na Universidade Duquesne e na Universidade do Arizona.

## Carreira no ensino médio
McConnell estudou na Chartiers Valley High School, na região de Pittsburgh. Como capitão da equipe em seu último ano, ele obteve médias de 34,2 pontos, 8,2 rebotes e 9,1 assistências e foi nomeado o Jogador do Ano da Pensilvânia pela Associated Press e o Atleta Masculino do Ano pelo Pittsburgh Post-Gazette.

## Carreira universitária

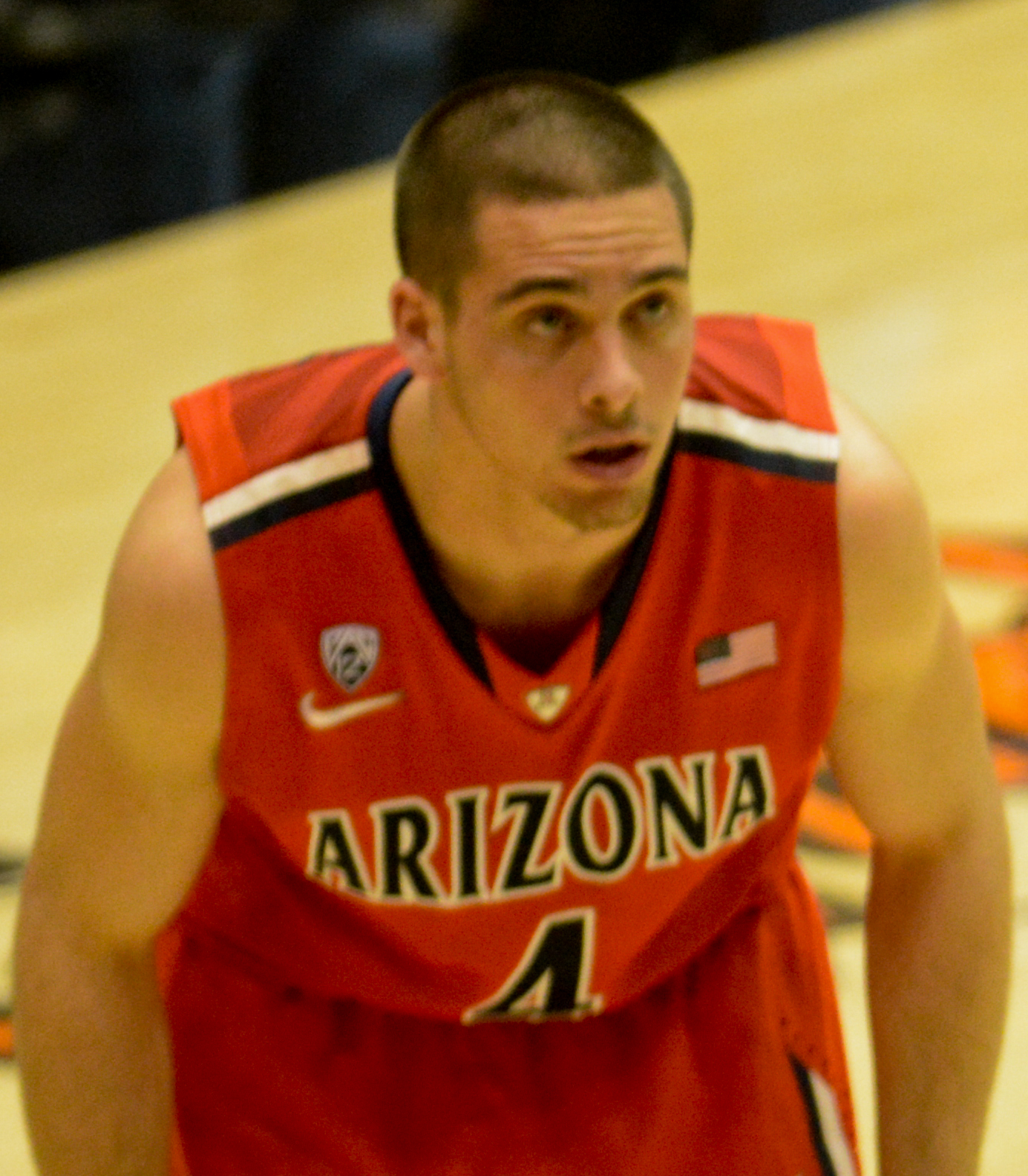
T.J. McConnell em Arizona em 2014

Como calouro de Duquesne na temporada de 2010-11, McConnell obteve médias de 10,8 pontos, 3,8 rebotes, 4,4 assistências e 2,8 roubadas de bola em 32 jogos, conquistando o prêmio de Novato do Ano da Atlantic 10 Conference.
Em seu segundo ano, ele obteve médias de 11,4 pontos, 4,4 rebotes, 5,5 assistências e 2,8 roubadas de bola, ajudando os Dukes a ter um recorde de 16-15 e sendo selecionado para Terceira-Equipe e para a Equipe Defensiva do Ano da Atlantic 10 Conference.
Em abril de 2012, ele se transferiu para a Universidade do Arizona, onde foi forçado a ficar de fora da temporada de 2012–13 devido a regras de transferência da NCAA. A transferência de McConnell foi motivada pelo desejo de competir em um campeonato nacional.
Na temporada de 2013-14, McConnell ajudou a liderar os Wildcats a um recorde de 21-0 no começo da temporada. A temporada culminou com uma aparição no Elite 8 do Torneio da NCAA. Ele teve médias de 8.4 pontos, 3.6 rebotes, 5.3 assistências e 1.7 roubadas de bola.
Em seu último ano, McConnell foi eleito para a Primeiro-Time e para a Equipe Defensiva da Pac-12. Ele ajudou a levar o Arizona a outra aparição no Elite 8 tendo médias de 10.4 pontos, 3.8 rebotes, 6.3 assistências e 2.2 roubadas de bola.

## Carreira profissional

### Philadelphia 76ers (2015–2019)
Depois de não ser selecionado no Draft da NBA de 2015, McConnell se juntou ao Philadelphia 76ers para a Summer League de 2015. Em 27 de setembro de 2015, ele assinou um contrato de 1 ano com os 76ers. Ele jogou bem durante a pré-temporada tendo médias de 6,2 pontos e 4,8 assistências em cinco jogos e ganhou um lugar no elenco dos 76ers.
Ele estreou na NBA na estreia da equipe contra o Boston Celtics em 28 de outubro. Em 27 minutos, ele registrou quatro pontos, quatro assistências e três roubadas de bola em uma derrota por 112-95. Em 23 de março, em uma derrota para o Denver Nuggets, ele teve 17 pontos pela terceira vez na temporada.
Em julho de 2016, McConnell voltou aos 76ers para a Summer League de 2016. Em 11 de dezembro de 2016, ele quase fez um triplo-duplo com 12 pontos, 10 rebotes e nove assistências na vitória de 97-79 sobre o Detroit Pistons. Em 6 de janeiro de 2017, ele teve 17 assistências em uma derrota de 110-106 no Boston Celtics, tornando-se o quarto jogador na história da franquia a atingir essa marca em um único jogo.
Em 25 de novembro de 2017, McConnell registrou 15 pontos e 13 assistências na vitória de 130-111 sobre o Orlando Magic. Em 12 de fevereiro de 2018, ele registrou seu primeiro triplo-duplo com 10 pontos, 10 rebotes e 11 assistências na vitória por 108-92 sobre o New York Knicks. Ele se tornou o primeiro jogador na história da franquia a registrar um triplo-duplo vindo do banco.
No Jogo 4 da série de playoffs da segunda rodada dos 76ers contra os Celtics, McConnell registrou 19 pontos, sete rebotes e cinco assistências em uma vitória por 103-92.
Em 13 de junho de 2018, os 76ers anunciaram que havia exercido a opção de renovação para um quarto ano no contrato de McConnell.

### Indiana Pacers (2019–Presente)
Em 29 de julho de 2019, McConnell assinou um contrato de 2 anos e US$7 milhões com o Indiana Pacers. Ele era um dos três jogadores do plantel usando T.J. como seu primeiro nome profissional, junto com T.J. Warren e T.J. Leaf. Ele se juntou à equipe quando ela entrou na bolha da NBA e saiu após uma derrota na primeira rodada dos playoffs para o eventual campeão da Conferência Leste, Miami Heat.
Em 3 de março de 2021, McConnell quebrou o recorde da NBA de mais roubos de bola em um tempo de jogo com 9. Ele também se tornou o primeiro jogador desde Mookie Blaylock em 1998 a registrar um triplo-duplo de pontos, roubos de bola e assistências.
Em agosto de 2021, McConnell assinou um contrato de 4 anos e US$ 35 milhões com os Pacers. Em 1º de dezembro, ele sofreu uma lesão no pulso direito na derrota por 111-114 para o Atlanta Hawks. Em 7 de dezembro, ele passou por uma cirurgia e foi descartado por pelo menos 10 a 12 semanas.
Em 16 de janeiro de 2023, McConnell registrou o recorde de sua carreira com 29 pontos em uma derrota para o Milwaukee Bucks. Em 21 de janeiro, como titular, McConnell registrou seu terceiro triplo-duplo na carreira com 18 pontos, 12 assistências e 10 rebotes. Em dia 2 de maio de 2024, ele marcou o recorde de sua carreira nos playoffs com 20 pontos e 9 rebotes em uma vitória por 120-98, que garantiu a série contra os Bucks no Jogo 6 da Primeira Rodada.

## Estatísticas da carreira

### NBA

#### Temporada regular
| Ano      | Equipe       | PJ  | PT | MPJ  | AP   | 3P   | LL   | RT  | AS  | BR  | TO | PPJ  |
| -------- | ------------ | --- | -- | ---- | ---- | ---- | ---- | --- | --- | --- | -- | ---- |
| 2015–16  | Philadelphia | 81  | 17 | 19.8 | .470 | .348 | .634 | 3.1 | 4.5 | 1.2 | .1 | 6.1  |
| 2016–17  | Philadelphia | 81  | 51 | 26.3 | .461 | .200 | .811 | 3.1 | 6.6 | 1.7 | .1 | 6.9  |
| 2017–18  | Philadelphia | 76  | 1  | 22.4 | .499 | .435 | .795 | 3.0 | 4.0 | 1.2 | .2 | 6.3  |
| 2018–19  | Philadelphia | 76  | 3  | 19.3 | .525 | .333 | .784 | 2.3 | 3.4 | 1.0 | .2 | 6.4  |
| 2019–20  | Indiana      | 71  | 3  | 18.7 | .516 | .294 | .833 | 2.7 | 5.0 | .8  | .2 | 6.5  |
| 2020–21  | Indiana      | 69  | 3  | 26.0 | .559 | .313 | .688 | 3.7 | 6.6 | 1.9 | .3 | 8.6  |
| 2021–22  | Indiana      | 27  | 8  | 24.1 | .481 | .303 | .826 | 3.3 | 4.9 | 1.1 | .4 | 8.5  |
| 2022–23  | Indiana      | 75  | 6  | 20.4 | .543 | .441 | .853 | 3.1 | 5.3 | 1.1 | .1 | 8.7  |
| 2023–24  | Indiana      | 71  | 4  | 18.2 | .556 | .409 | .790 | 2.7 | 5.5 | 1.0 | .1 | 10.2 |
| Carreira | Carreira     | 627 | 96 | 21.6 | .512 | .341 | .779 | 3.0 | 5.0 | 1.2 | .1 | 7.5  |

#### Play-In
| Ano  | Equipe  | PJ | PT | MPJ  | AP   | 3P   | LL    | RT  | AS  | BR  | TO | PPJ  |
| ---- | ------- | -- | -- | ---- | ---- | ---- | ----- | --- | --- | --- | -- | ---- |
| 2021 | Indiana | 2  | 0  | 23.6 | .625 | .000 | 1.000 | 3.5 | 4.0 | 3.0 | .0 | 10.5 |

#### Playoffs
| Ano      | Equipe       | PJ | PT | MPJ  | AP   | 3P   | LL   | RT  | AS  | BR | TO | PPJ  |
| -------- | ------------ | -- | -- | ---- | ---- | ---- | ---- | --- | --- | -- | -- | ---- |
| 2018     | Philadelphia | 10 | 2  | 15.5 | .694 | .667 | .600 | 2.6 | 2.3 | .6 | .0 | 5.5  |
| 2019     | Philadelphia | 9  | 0  | 8.3  | .444 | .000 | .000 | .7  | 1.2 | .2 | .1 | 2.7  |
| 2020     | Indiana      | 3  | 0  | 9.3  | .375 | .000 | .500 | 2.0 | 2.3 | .0 | .0 | 2.3  |
| 2024     | Indiana      | 17 | 0  | 20.5 | .486 | .269 | .867 | 3.1 | 5.1 | .9 | .1 | 11.8 |
| Carreira | Carreira     | 39 | 2  | 13.4 | .499 | .234 | .491 | 2.1 | 2.7 | .4 | .0 | 5.5  |

### Universitário
| Ano      | Equipe   | PJ  | PT  | MPJ  | AP   | 3P   | LL   | RT  | AS  | BR  | TO | PPJ  |
| -------- | -------- | --- | --- | ---- | ---- | ---- | ---- | --- | --- | --- | -- | ---- |
| 2010–11  | Duquesne | 32  | 30  | 30.6 | .498 | .402 | .683 | 3.8 | 4.4 | 2.8 | .2 | 10.8 |
| 2011–12  | Duquesne | 31  | 31  | 34.3 | .509 | .432 | .836 | 4.4 | 5.5 | 2.8 | .3 | 11.4 |
| 2013–14  | Arizona  | 38  | 38  | 32.3 | .454 | .360 | .620 | 3.6 | 5.3 | 1.7 | .2 | 8.4  |
| 2014–15  | Arizona  | 38  | 38  | 30.5 | .498 | .321 | .829 | 3.8 | 6.3 | 2.2 | .1 | 10.4 |
| Carreira | Carreira | 139 | 137 | 31.9 | .489 | .378 | .742 | 3.8 | 5.3 | 2.3 | .1 | 10.2 |

Fonte:

## Vida pessoal
Seu pai, Tim, é um dos treinadores de maior sucesso na história do WPIAL e jogou no Waynesburg College (hoje Universidade de Waynesburg) de 1984 a 1986.
Sua tia, Suzie McConnell-Serio, estudou na Penn State (1985–1988), foi medalhista de ouro olímpica e destaque da WNBA antes de ser introduzida no Hall da Fama do Basquete Feminino em 2008.

Ele se casou com sua namorada do ensino médio, Valerie, em setembro de 2017.